# Aenictogiton
Aenictogiton Emery, 1901 è un genere di formiche della sottofamiglia Dorylinae.

## Biologia
Le specie appartenenti a questo genere sono state descritte solo sulla base di individui maschi. La biologia è quindi ancora sconosciuta.

## Distribuzione
Il genere è presente in Africa centrale.

## Tassonomia
Il genere è composto da 7 specie:
- Aenictogiton attenuatus Santschi, 1919
- Aenictogiton bequaerti Forel, 1913
- Aenictogiton elongatus Santschi, 1919
- Aenictogiton emeryi Forel, 1913
- Aenictogiton fossiceps Emery, 1901
- Aenictogiton schoutedeni Santschi, 1924
- Aenictogiton sulcatus Santschi, 1919